# 高麗・李氏朝鮮の対馬侵攻
高麗・李氏朝鮮の対馬侵攻は、14世紀末から15世紀初めにかけて行われた、高麗、李氏朝鮮正規軍による対馬への侵攻。倭寇の根拠地と目された対馬（壱岐も目標とされた）を攻撃し、その根絶を図るものとされた。

## 1389年の侵攻
「高麗史」、「高麗史節要」に拠れば、1389年（以下旧暦）2月、戦艦100艘による対馬侵攻が行われ、朴葳を司令官として、金宗衍、崔七夕、朴子安が従った。
「高麗史」では日本船300艘と沿岸の建物を焼き尽くし、捕らえられていた者100余人を救出したとして、帰国後は昌王名義で賞賛されている。
日本側史料では「宗氏家譜」（1719年編纂）に、同年2月18日に高麗軍を追い返したとある。これを称して「康応の外寇」という。ただし、これは「高麗史」などを参考にのちに記述したものであり、この件での当時の日本側の記録は存在しない。また、「対州編年略」（1723年編纂）は須茂三位法眼と早田氏の兵が、「津島紀事」（1809年編纂）は藤宗慧、宗永と早田丹後、日下部土佐の兵が敵に当たったとある。ただし、これらも「高麗史」他を参考にした上で後世の伝承を採用したもので、14世紀には存在しなかった地名が挙げられるなど史料的に信憑性が低い。
上記のこと以上の記録はないが、現代の韓国では激戦の末に倭寇を降伏させた大勝利とされている。この攻撃以降、倭寇が激減したとされるが、上記の通り戦果は定かではない。英国人で東アジア戦史の権威とされるスティーブン・タンブルは、韓国での説を鵜呑みにして著書に取り入れ、その結果、日本以外の英語圏を中心とした海外では韓国側の主張がそのまま広まっている。
韓国の歴史家である李基白は「韓国史新論」で、この攻撃以降に倭寇回数が激減したとしているが、「高麗史」の記述では、1391年8月に今川了俊が高麗へ送った使節からの書状に、「要請により1389年10月から海賊取り締まりを行いましたが、昨年（1390年）10月に送った使節が、海賊が絶えないと責められたことは慙愧に堪えません。早速海賊を捕えさせました。」とあり、この後も高麗は日本側に倭寇の取り締まりを依頼しており、この事件の後も倭寇が殲滅していないことが分かる。
この記録を韓国では、「第1次対馬島征伐」と称している。

## 1396年の侵攻
朝鮮王朝実録によれば1396年12月、李成桂が壱岐・対馬討伐を命じた。門下右政丞金士衡を五道兵馬都統処置使に任じ、南在、辛克恭、李茂を配下につけ、出立に当たっては成桂が南大門まで見送った。
日本側史料では、この時期に朝鮮軍の侵攻があったという記録はない。
ただし実録には以下の記録がある。1397年1月に慶尚道蔚州浦で降伏した倭寇首領の羅可温（ナガオン）、子の都時老（ドシロ）、配下の昆時羅（コンシラ）が役人を人質にして逃亡するという事件があったが、2月10日には朝鮮の官職を与えて帰順させたとある。また、1398年2月、倭寇首領の六、羅可温、望沙門（マンサムン）等に官職を与えるとともに、それぞれ藤六、林温、池門と改名させたという。
士衡は翌年1月30日に帰還して出迎えを受け、2月8日に宴席を設けられているので、何らかの功績は認められたようである。
これを韓国では、「第2次対馬島征伐」と称している。李朝では以後も倭寇の帰順や帰化政策を進めるが、対馬では宗貞茂の死後の混乱により活動が活発化する。

## 1419年の侵攻
これを韓国では、「第3次対馬島征伐」と称している。